# یانوویتسه ف پودیشتیدی
یانوویتسه ف پودیشتیدی (به چکی: Janovice v Podještědí) یک منطقهٔ مسکونی در جمهوری چک است که در ناحیه لیبرتس واقع شده‌است. یانوویتسه ف پودیشتیدی ۶٫۳۴ کیلومتر مربع مساحت و ۸۶ نفر جمعیت دارد و ۳۱۱ متر بالاتر از سطح دریا واقع شده‌است.